# Tatracentrum
Tatracentrum je polyfunkční objekt na Hodžově náměstí v Bratislavě. Projekt vypracoval kolektiv architektů Radomil Kachlík, Matej Siebert, Peter Vavrica a Ľubomír Závodný v letech 1999 až 2001.

## Urbanisticko-architektonické řešení
Hmotově-prostorové řešení vyplynulo ze stanovení zásad na výrazové řešení polyfunkčního objektu, které respektují kontextuální přístup ke stávajícím zachovávání okolním architektonickým objektem a respektují přirozenou konfiguraci terénu. Záměrem bylo vytvořit "uzávěr 'Hodžova náměstí liniovou hmotou, délku objektu členit ve smyslu urbanistických kritérií – zasklená a transparentní hlava objektu, vysunutá část do náměstí v měřítku Prezidentského paláce, zapuštěná" běžná' část fasády a kontextuální závěr objektu – výškově zónování. Důležitým kritériem bylo zachování urbanistických průhledů z Vysoké ulice na Hrad ale i průhledu z Poštové ulice na Grassalkovičův palác. Je to představa o průhlednosti budovy, která stojí na pomezí a pokud je to možné, mělo by se při pohledech přes budovu dát vytušit, co je za terénní hranou, na které stojí. Také důležitým byla možnost dálkových pohledů z objektu na město, Hradní kopec a zajištění vizuálního kontaktu s náměstím. Transparentnost je jednou z nejdůležitějších vlastností tohoto polyfunkčního domu. Parter objektu je řešen atraktivně – nacházejí se zde obchodní provozy ve dvou podlažích s vnitřní pasáží a malá bankovní expozitura. Struktura obchodů však netvoří žádný orientální bazar naplněný butiky, ale důstojně jasný a přehledný blok. V suterénu budovy jsou vytvořeny parkovací místa pro administrativu centrály banky a pro návštěvníky obchodních provozů. Objekt je řešen s dvoupodlažním parterem s výraznými pilíři s kamenným obkladem (černá žula – podobně jako ji použil Emil Belluš na Družstevních domech) v příčném směru. Ze strany Hodžova náměstí si parter přímo přál být dvoupodlažní. Klasické jednopodlažní měřítko by se ztratilo v dopravním podchodu, který má masivní betonové zábrany. Dům by byl vizuálně z náměstí utopen. Proto má v své hlavní části zvýšený parter. Zmíněné příčné sloupy, které jsou barevné i materiálově jednoduché svojí příčnou polohou otevírají vnitřní pasáž, o kterou se plocha chodníku a náměstí zvětšuje. Zasklené stěny jsou z přírodního hliníku. Zasklená stěna parteru je otevřena až po původní terén pro zajištění průhledu do pasáže. Pět nadzemních podlaží (3.až 7.) je konzolově vyložených do Hodžovo náměstí. Pro zajištění optického propojení s náměstím je navržen nízký parapet v těchto kancelářských prostorách. V "hlavě" objektu je zasklený hliníkový plášť bez parapetu – až po podlahu. Tato část objektu má výrazné hliníkové lamelové ukončení.
Jižní část fasády objektu je identická jako severní - přední, má však soustavu horizontálních skleněných lamel ("krajku" ), které zajišťují přijatelnou kvalitu vnitřního prostředí a vytvářejí neutrální, až ztrácející se výraz objektu. Horní osmé nadzemní podlaží je ustoupené ze všech čtyř stran. Nad tímto podlažím je vyložena střecha s hliníkovým obkladem. Nepřehlédnutelným je tzv. šilt, který překlenul schody mezi Hodžova náměstím a Poštovní ul. Má snahu protáhnout dům v uliční frontě před hotel Forum (čímž by vlastně hotel vytáhl na uliční čáru, kam i z urbanistického hlediska patří) a napojit se na další dům, který tam bude vznikat na konci dřevěného ulice, ale nakonec i na Markův dům. je to tedy takové pomyslné propojení. Kšilt mluví také o struktuře domu. Překrývá hlavu objektu, která se otevírá za hradem a ze které jsou vynikající výhledy. V ní sedí všichni, kteří jsou na vedoucích pozicích Tatrabanky. Nižší část 'objektu směrem do Vysoké ulice má samostatné okenní otvory s okenním pásem a nadpražím v pátém nadzemním podlaží z důvodu optického vylehčení a snížení objektu. Fasáda objektu je z této strany navržena omítková v bílé barvě. Je to zároveň nejkompromisnejší tvář objektu. Třípodlažní hmota do Náměstí 1. května cituje tektoniku otvorů hlavní budovy. Fasáda objektu je obložena hliníkovými plechy z ALUCOBONDu.

## Dispoziční-provozní řešení
Celková dispoziční koncepce objektu je řešena s ohledem na umístění dvou základních provozů. Obchodní provozy se nacházejí v parterových podlažích - 0. NP a 1. NP s přímými vstupy z Hodžovo náměstí a z Vysoké ulice. Obě úrovně jsou propojeny pohyblivými schodišti. Obchodní pasáž je napojena samostatnými vertikálními komunikacemi na parkovací místa ve třech podzemních podlažích. V obchodní části je supermarket s přímým napojením na zásobování. Menší provozy, nenáročné na dovoz zboží jsou zásobovány z pasáže v přesném provozním režimu. V prostoru pasáže je i malá kavárna. V obou parterech čela objektu je umístěna malá expozitura banky, přístupná i z pasáže. Hlavní vstup do administrativní části objektu je z Hodžova náměstí. Tam je vstupní hala přímo navazující na rychlovýtahy. Jeden z výtahů je propojen do suterénních parkovacích podlaží, poskytujících vysoký stupeň pohodlí a bezpečnosti. Parkoviště je vybaveno nejmodernějším technickým zařízením, mycím boxem a samozřejmě nepřetržitě je monitorováno bezpečnostním systémem. Na úrovni Vysoké ulice je umístěna restaurace a jídelna zaměstnanců. Na typických podlažích je navržen dispoziční pětkrát administrativy nejstarší domácí - slovenské banky s vnitřními obslužnými prostory - hygiena, kuchyňky, sklady, archivy a malé jednací boxy. Poskytuje pracovní místa pro 750 zaměstnanců. V čele objektu (v "hlavě") jsou umístěny kanceláře vedení se sekretariátem a zasedací místnosti.

## Základní údaje stavby
- Název stavby: TATRACENTRUM, Polyfunkční objekt
- Místo stavby: Hodžovo náměstí, Bratislava
- Autoři stavby: Radomil Kachlík, Matej Siebert, Peter Vavrica, Ľubomír Závodný
- Začátek výstavby: 11/1999
- Dokončení stavby: 12/2001
- Zastavěná plocha objektem celkem: 3 647,0 m²
- Užitná plocha celkem: 29 925,8 m²
- Užitná plocha obchodní provozu: 4 499,8 m²
- Užitná plocha administrativa: 15 653,5 m²
- Užitná plocha expozitura banky: 395,5 m²
- Užitná plocha parkoviště: 8 012,9 m²
- Užitná plocha – technické vybavení: 1 364 m²
- Počet pracovníků administrativy: 950 pracovníků
- Počet parkovacích míst: celkem 343 parkovacích míst
  - Z toho administrativa: 127
  - Veřejnost: 216
- Počet nadzemních podlaží: 8 podlaží

## Galerie

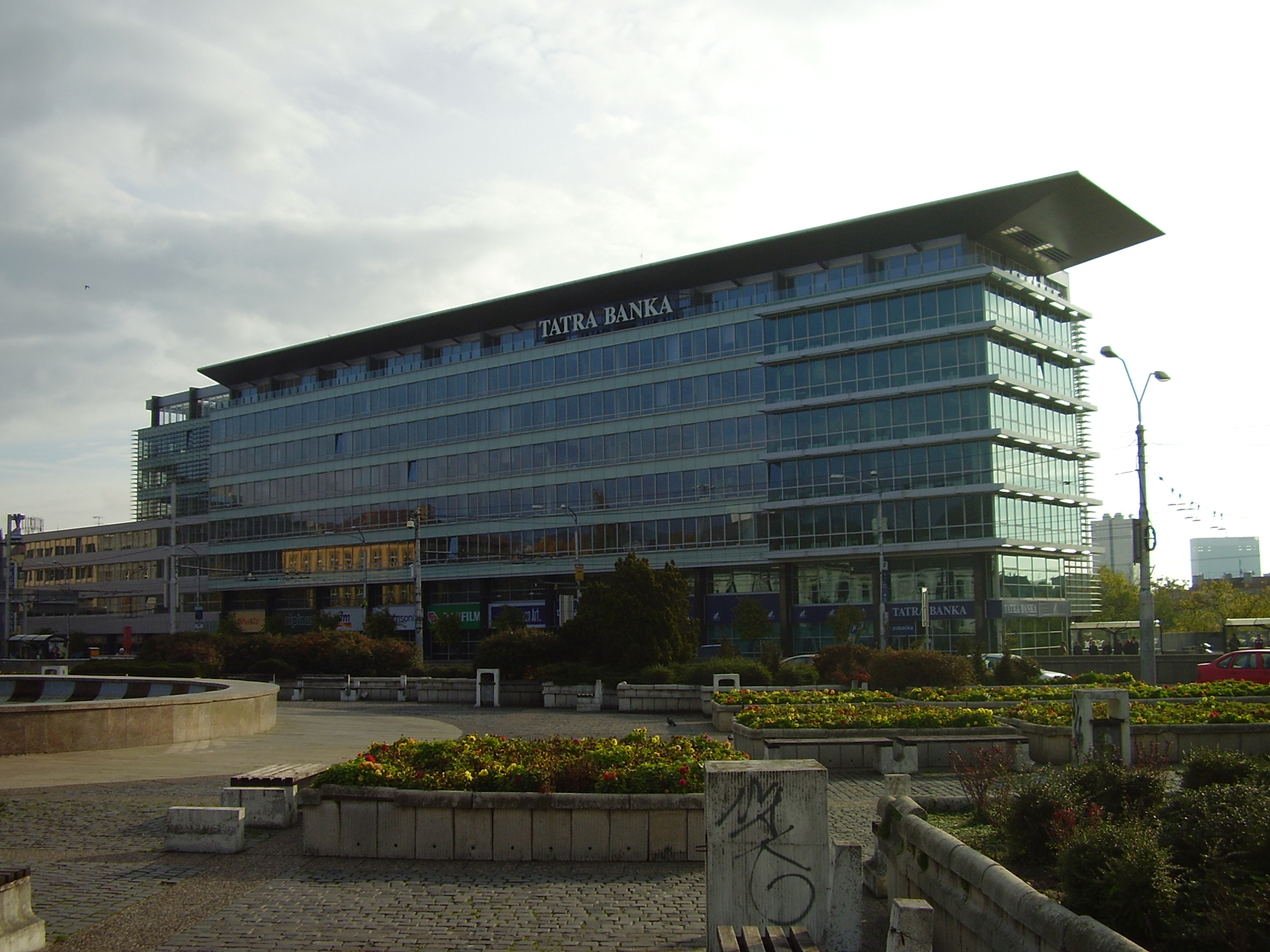
Tatracentrum z Hodžovho námestia
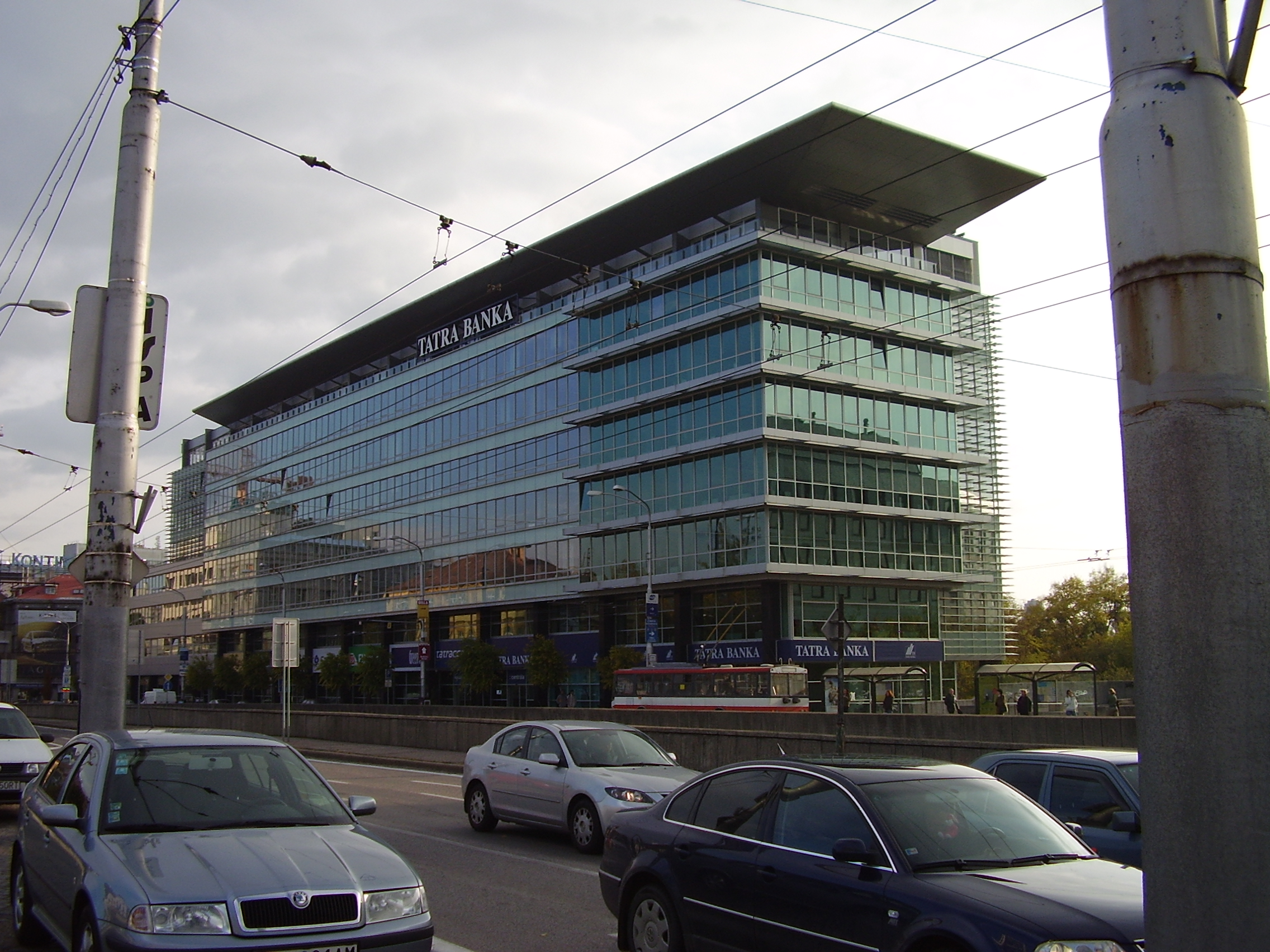
Tatracentrum z Hodžovho námestia
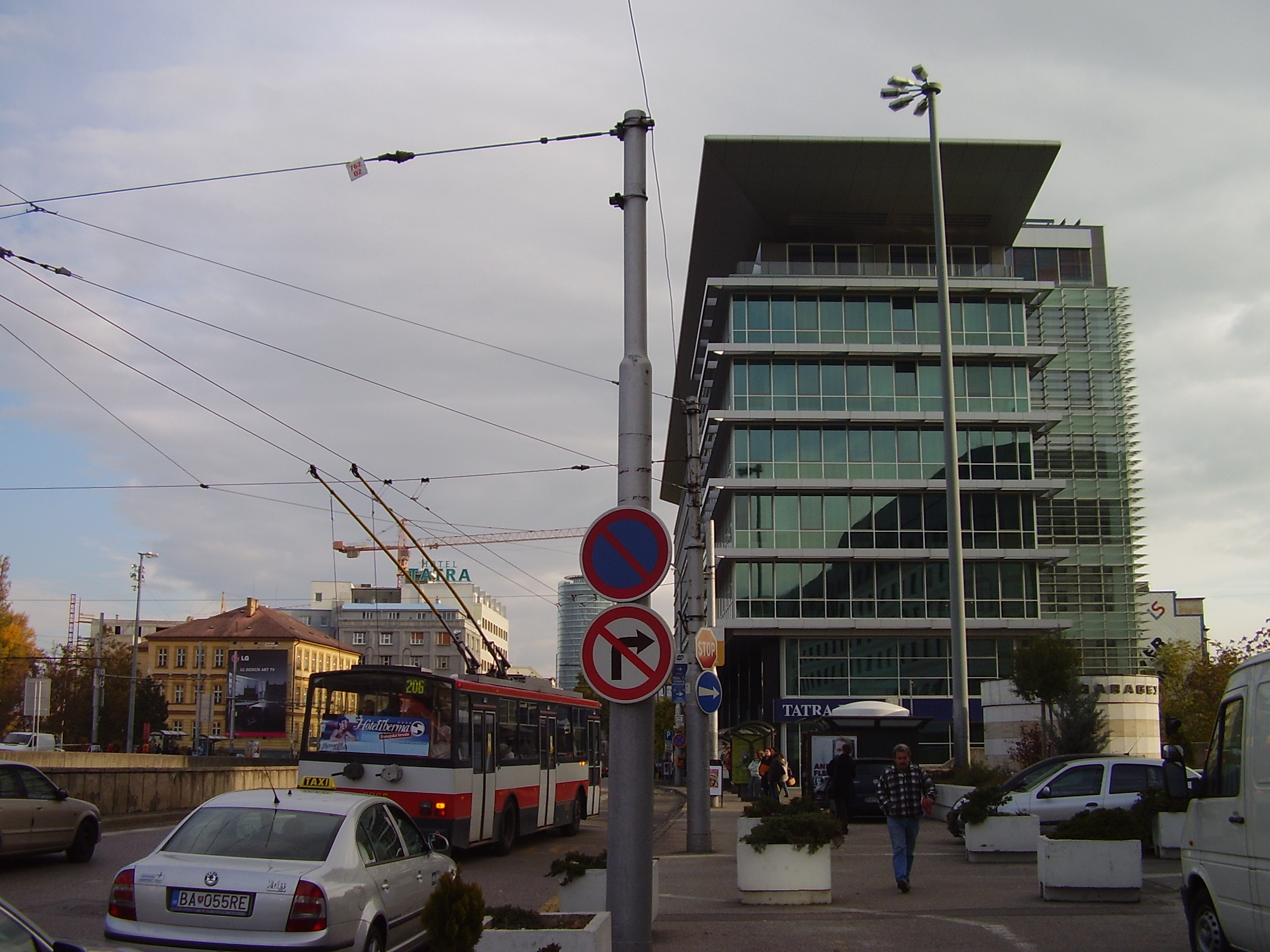
Tatracentrum od hotela Crowne Plaza